# Hygrochroa bunca
Hygrochroa bunca är en fjärilsart som beskrevs av Dyar. Hygrochroa bunca ingår i släktet Hygrochroa och familjen silkesspinnare. Inga underarter finns listade i Catalogue of Life.